# Argentijnse stekelstaart
De Argentijnse stekelstaart (Oxyura vittata) is een vogel uit de familie Anatidae. De wetenschappelijke naam van de soort is voor het eerst geldig gepubliceerd in 1860 door Philippi.

## Voorkomen
De soort komt voor in de Zuidkegel.

## Beschermingsstatus
De grootte van de populatie is in 2020 geschat op 25-100 duizend vogels. Op de Rode lijst van de IUCN heeft deze soort de status niet bedreigd.